# أنحور
كان أنحور (كذلك ينطق أن - حر أو أين - حرت أو أنوريس في عهود لاحقة) في الأصل إله الحرب الذي كان يعبد في منطقة أبيدوس المصرية، وخاصة في طينة، وتخبرنا القصص الدينية المصرية القديمة أنه كان قد أحضر زوجته، محيت، التي هي نظيره الأنثوي، من النوبة، واسمه يعكس هذا الأمر فهو يعني الذي يأتي بالبعيدة أو من يقود إلى البعيدة.
كان واحدا من ألقابه قاتل الاعداء، وكان أنحور يصور على هيئة رجل ملتحِ يرتدي جلباباً وغطاء رأس مع أربع ريشات، حاملاً رمحاً أو حربة طويلة، أو في بعض الأحيان كان يتم تصويره كإله برأس أسد (و الأسد يرمز للقوة والسلطة)، وفي بعض المناظر كان رداؤه أشبه ما يكون بالـكالت.

## الأدوار

### إله الحرب

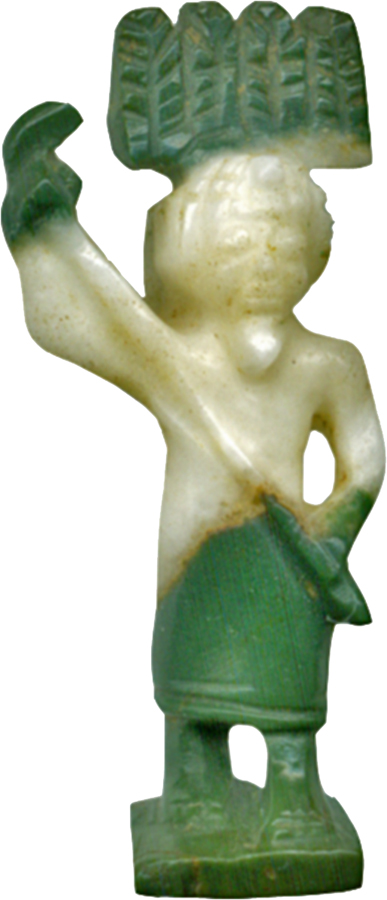
تميمة تمثل الإله أنحور من عصر الأسرة 26 - متحف والترز

و نظرا لمكانته باعتباره إله الحرب، فقد كان راعياً للجيش المصري، وتجسيداً للمحاربين الملكيين، كذلك وخلال المهرجانات التي كانت تقام تكريما له، تم تنظيم معارك وهمية. خلال العصر الروماني كان يصور الإمبراطور تيبريوس على جدران المعابد المصرية مرتديا التاج المميز ذا الأربع ريشات الخاص بأنحور.
دمج الإغريق بين أنحور وبين إلههم آريس، فقد هرب آلهة الأوليمب من الوحش تايفوس، واتخذوا أشكالاً حيوانيةً في مصر، فقيل إن آريس قد اتخذ شكل السمكة باسم ليبيدوتوس أو أنوريس.

### حامل السماء
قد يعني اسم أنحور كذلك «حامل السماء»، ونظراً لتشابه أغطية الرأس بينهما فقد تم توحيد أنحور في وقت لاحق من التريخ المصري بالإله شو ليصبح «أنحور-شو»، وقد كان ابن رع وشقيق باستيت في حال الاندماج هذه مع شو.

## كهنة أنحور الكبار
| M17 | Y5 · N35 | R4 · X1 · Q3 | A51 |

| M17 | Y5 · N35 | R4 · X1 · Q3 | A51 |

| V30 | E34 · N35 · N35 | I9 | A51 |

| V30 | E34 · N35 · N35 | I9 | A51 |

| G5 | M17 | A51 |

| G5 | M17 | A51 |

| R23 · R12 | F31 | S29 | A51 |

| R23 · R12 | F31 | S29 | A51 |

| W25 | A40 | N1 · F31 · S29 | A51 |

| W25 | A40 | N1 · F31 · S29 | A51 |

| G39 | Z1 | A51 | S29 | X1 | A51 |

| G39 | Z1 | A51 | S29 | X1 | A51 |

| G5 | Q1 | X1 · H8 | A51 |

| G5 | Q1 | X1 · H8 | A51 |

## في الثقافة الشعبية
أنحور شخصية يمكن اختيارها للعب في اللعبة الحربية متعددة اللاعبين على الإنترنت (SMITE).  ويحمل أنحور شخصية الصياد ويحمل لقب قاتل الأعداء ، ويظهر في شكل (أسد بشري) مع لحية ورداء وتاج مزخرف مع أربع ريشات كبيرة عليه.
كذلك يظهر أنحور كإله للخراب والفوضى في لعبة الكمبيوتر (NetHack/Slash'EM).
و يظهر أنحور (باسم أنوريس) في دور صغير في الرواية الخيالية ظل الأفعى كإله اعتقد أنه قد مات لكنه يعاد بعثه لمحاربةأبوفيس رب الدمار والفوضى.

## هوامش
1. ↑  Wilkinson, Richard H. (2003). The Complete Gods and Goddesses of Ancient Egypt. Thames & Hudson. p. 118
2. ↑  The Way to Eternity: Egyptian Myth, F. Fleming & A. Lothian, p. 56
3. ↑  Turner and Coulter, Dictionary of ancient deities, 2001
4. ↑  Antoninus Liberalis, Metamorphoses 28 (trans. Celoria) (Greek mythographer 2nd century AD)
5. ↑  Topographical Bibliography Vol VIII, retrieved from Griffith Institute website May 2010 نسخة محفوظة 06 نوفمبر 2011 على موقع واي باك مشين.
6. ↑  Anhur - Smite Wiki نسخة محفوظة 27 يناير 2013 على موقع واي باك مشين.

## روابط خارجية
- Iconography of Onuris[وصلة مكسورة] (PDF; article)